# Fahrlehrerversicherung
Die Fahrlehrerversicherung - Versicherungsverein auf Gegenseitigkeit ist ein deutsches Versicherungsunternehmen in der Rechtsform eines Versicherungsvereins auf Gegenseitigkeit mit Sitz in Stuttgart. Der auf den Berufsstand der Fahrlehrer spezialisierte Versicherer ist im Bereich der Schadenversicherung tätig ist.

## Geschichte
Die Fahrlehrerversicherung gründete sich im Januar 1952 auf Initiative aus den damaligen Bundesländern Württemberg-Baden und Württemberg-Hohenzollern aus dem Berufsstand der Fahrlehrer heraus als Versicherungsvereins der Kraftfahrlehrer aG. Bereits 1950 war im Verband der Kraftfahrlehrer Württemberg-Baden-Hohenzollern die Gründung des Versicherungsvereins beschlossen und beim dortigen Finanzministerium Württemberg-Badens beantragt worden. Alsbald erfolgte die Umbenennung in den heutigen Namen. In weniger als 20 Jahren nach der Gründung hatte der spezialisierte Versicherungsverein bereits über 10.000 Mitglieder, Mitte der 1990er Jahre stieg die Beitragseinnahme erstmals über 100 Millionen Deutsche Mark.
Die Fahrlehrerversicherung versichert neben Fahrlehrern auch Mitarbeiter der Kfz-Überwachung, Kfz-Sachverständige bzw. Prüfingenieure, qualifizierte Berufskraftfahrer sowie jeweils Familienangehörige.